# CFTR

پروتئین CFTR (ABCC7)نوعی مجرا و یا کانال پروتئینی است (و نه یک پمپ) که جریان آب (H_{2}O) و یون کلر (Cl^{−}) را در ریه‌ها کنترل می‌کند. زمانی که پروتئین CFTR به‌درستی کار می‌کند (تصویر شمارهٔ ۱) یون‌ها براحتی از خلال این مجرا وارد یا خارج می‌شوند؛ اما زمانی که عملکردِ این مجرا دچار نقص می‌شود (تصویر شمارهٔ ۲)، یون‌ها دیگر نمی‌توانند به‌دلیل انسداد مجرا، از سلول خارج شوند و به بیرون بروند و بروز این موضوع در ریه‌ها، موجب بیماری فیبروز سیستیک می‌شود و ترشحات غلیظ در ریه‌ها جمع می‌شوند.

مکان ژن CFTR بر روی کروموزوم شماره ۷ انسان

CFTR با عنوانِ کاملِ «تنظیم‌کنندهٔ هدایت تراغشایی فیبروز سیستیک» (انگلیسی: Cystic fibrosis transmembrane conductance regulator) یک پروتئین تراپوسته‌ای و همچنین مجرا یا کانال کلریدی در مهره‌داران است که که توسط ژن «CFTR» کُد می‌شود.
این ژن، نوعی مجرای یونیِ پروتئینی متعلق به ردهٔ «حامل‌های ABC» را کد می‌کند که کارش هدایت کلرید و تیوسیانات از خلالِ غشاءِ سلول‌های بافت پوششی است.
جهش در این ژن سبب می‌شود که مجرای یونیِ کلریدی دچار ناکارآمدی شده و جریان مایع در سلول‌های بافت پوششی ریه، لوزالمعده و سایر ارگان‌ها مختل شود و بیماری فیبروز سیستیک بروز می‌کند که در آن، بلغم و ترشحات غلیط در ریه‌ها وجود دارد و عفونت‌های مکرر ریوی رخ می‌دهد و همچنین نارسایی لوزالمعده و بدنبال آن دیابت و سوءتغذیه ایجاد می‌شود.
ژن «CFTR» بر روی بازوی بلند کروموزوم ۷ و در جایگاه «q31.2» واقع شده و جفت‌بازهای ۱۱۶٬۹۰۷٬۲۵۳ تا ۱۱۷٬۰۹۵٬۹۵۵ را در بر می‌گیرد.
نزدیک به ۳۰۰ نوع جهش ژنیِ منجر به فیبروز سیستیک کشف شده‌است که شایع‌ترین نوع آنها، جهش «ΔF508» است که باعث حذف سه نوکلئوتید شده و در نتیجه اسید آمینهٔ فنیل‌آلانین در جایگاه ۵۰۸ پروتئین حذف می‌شود.
در میان نژاد قفقازی شایع‌ترین انواع جهش ژنی در «CFTR» عبارتند از:
- ΔF508
- G542X
- G551D
- N1303K
- W1282X

طول این ژن، kb ۱۸۹ است و از ۲۷ اگزون و ۲۶ اینترون تشکیل شده‌است و محصول نهایی آن یک گلیکوپروتئین با ۱۴۸۰ اسید آمینه است. این پروتئین ۲ دامین تراغشایی دارد که هر یک، ۶ مارپیچ آلفا دارند و به «دامین متصل‌شونده به هسته» (NBD) در سیتوپلاسم سلولی وصل می‌شوند.
یک نکتهٔ جالب توجه آن است که جهش ژنی CFTR سبب می‌شود که جاندار در برابر حملهٔ باکتری سالمونلا و عفونت حصبه مصون شود. همچنین موش‌هایی که یکی از دو نسخهٔ این ژن‌شان، جهش یافته بود در برابر اسهال ناشی از وبا مقاوم شده بودند.